# 박선희
박선희(朴善熙, 1980년 1월 10일 ~ , 충청남도 부여군)는 대한민국의 정치인이다. 제5대 안산시의회 의원으로서 활동하였고 대한민국 제19대 국회의원 선거를 앞두고 새누리당 소속으로 안산시 상록구갑 지역구 국회의원 후보였다.

## 학력
- 안산관산초등학교
- 안산원일중학교
- 안산동산고등학교 졸업
- 선문대학교 국제학과 학사
- 중앙대학교 대학원 국제학과 석사

## 경력
- 2008년 : 안산시의회 의원
- 2012년 : 새누리당 경기도 안산시 상록갑 당원협의회 운영위원장
- 2013년 : 새누리당 국민대통합위원회 '세대통합본부 2030 미래개척단' 단장

## 역대 선거 결과
|  | 53.66% |

|  | 39.23% |